# Penjing
Penjing (Limba chineză, 盆景; pinyin, pén jǐng, în română peisaj în miniatură), cunoscut și ca peisaj în tavă, peisaj într-un ghiveci și/sau ca miniatură de arbori și roci, este arta străveche chinezească de a crește în miniatură arbori și alte plante lemnoase, care se pretează la un asemenea tratament, prin creșterea lor într-un spațiu limitat, respectiv prin dirijarea creșterii plantelor și tăierea ramurilor și a rădăcinilor acestora într-un anumit mod, specific.  Arta Penjing este relativ similară cu cea japoneză a obținerii plantelor bonsai, deși este mult mai veche decât aceasta, fiind de fapt modelul după care cea japoneză s-a inspirat. 

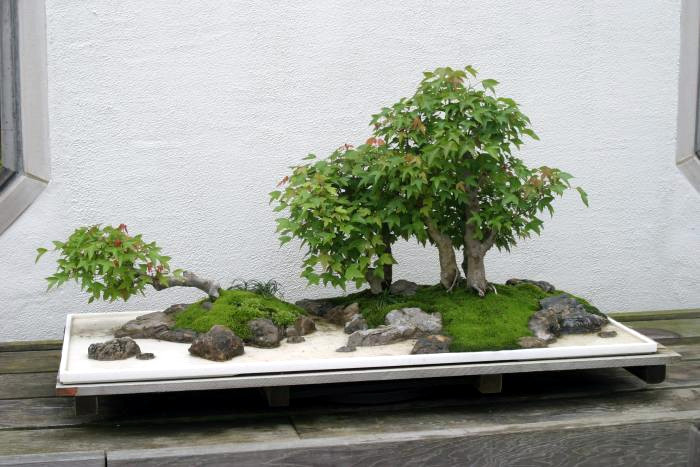
Aranjament Penjing, Muzeul Naţional de Bonsai şi Penjing al SUA

Penjing are trei direcții importante de abordare, depinzând de subiectul abordat.  Aceste trei categorii sunt: Penjing pentru arbori (foarte similar cu bonsai-ul), Penjing peisagistic (având de-a face cu modificarea mediului înconjurător într-un anumit mod, similar în concepție grădinăritului "total" al europenilor), și Penjing al apei și pământului (un fel de "reconsiderare ecologică" a resurselor noastre vitale prin prisma filozofiei și abordării Penjing). 

## Menținere și îngrijire

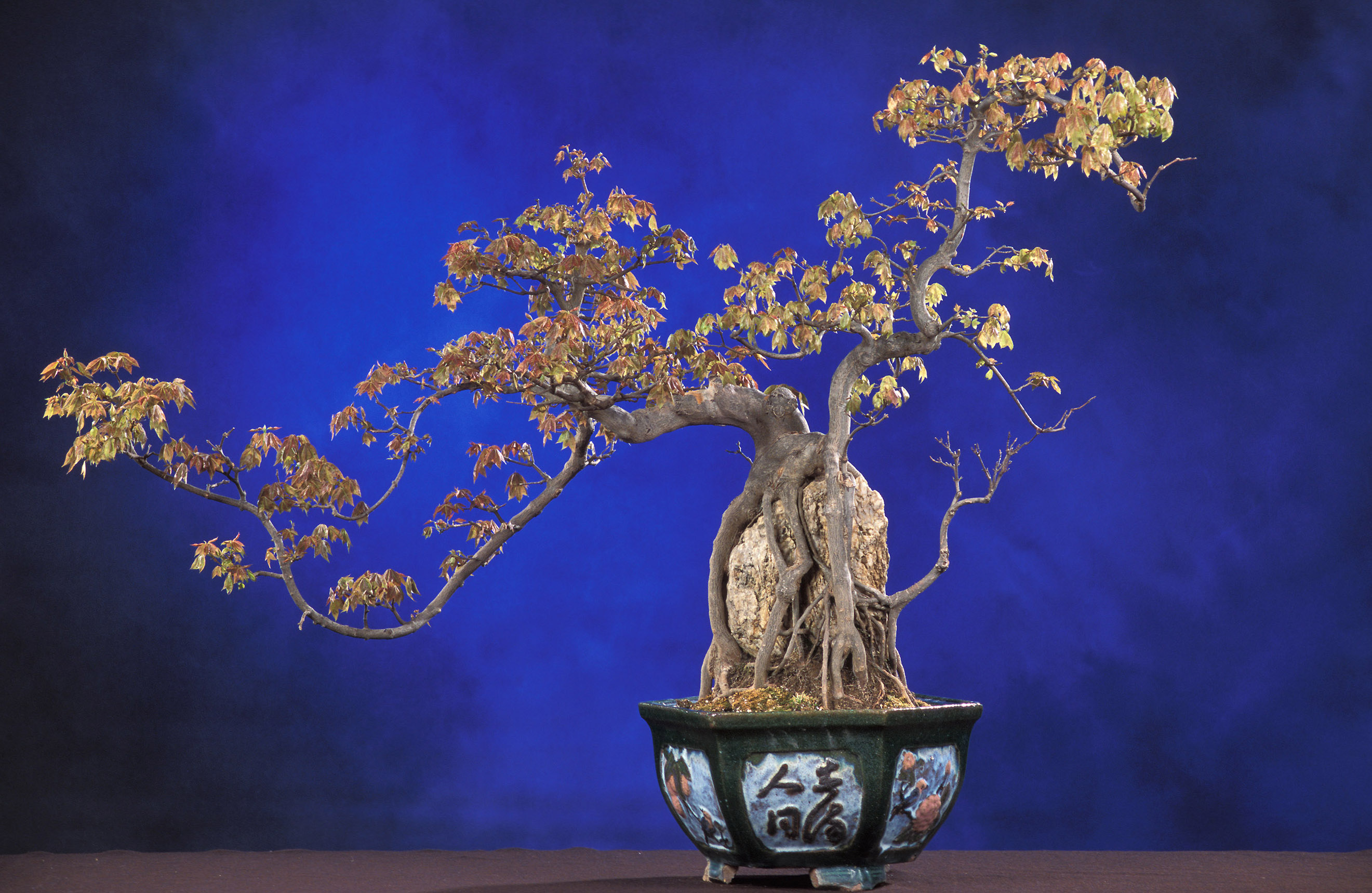
Penjing, Muzeul Naţional de Bonsai şi Penjing al SUA, Washington

Menținerea și îngrijirea arborilor în arta Penjing este foarte asemănătoare cu cea din maniera japoneză bonsai, cu mențiunea specifică că arborii și aranjamentele acestora sunt în general mai mari întrucât toate aceste plante sunt cultivate, crescute și conduse pentru a "trăi" în natură și a fi privite/admirate în aer liber. 

## Resurse
- Zhao, Quingquan -- Penjing: Worlds of Wonderment, Venus Communications, LLC.